# Вьєстурс Кайрішс
Вьєстурс Кайрішс (латис. Viesturs Kairišs; 30 січня 1971) — латвійський оперний, кіно- і театральний режисер. Зробив успішну кар'єру в Латвії та Німеччині як відомий оперний режисер. Фільми та п'єси Кайрішса гастролювали по багатьох європейських фестивалях.

## Сценічні постановки
Після закінчення Латвійської академії культури за спеціальністю режисер театру і кіно в 1997\, Кайрішс був призначений в Новий Ризький театр на посаду головного режисера. Відтоді він ставив п'єси, визнані критиками як у Латвії, так і за кордоном. Декілька його постановок гастролювали по міжнародних фестивалях і майданчиках, включаючи Wiener Festwochen (Готель Європа), Hebbel am Ufer (Змія), Авіньйонський фестиваль (Готель Європа) та Bonner Bienale (The Dark Deer, Hotel Europe).

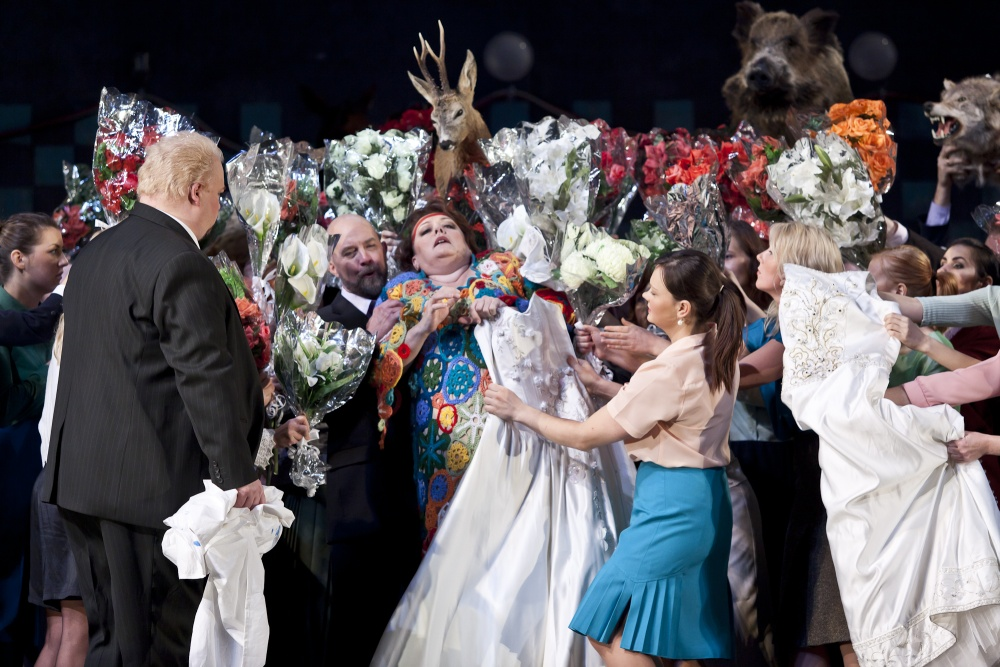
Момент з опери Вагнера «Загибель богів». Постановка Вьєстурса Кайрішса в Національній опері латиської.

Дебютував у оперній режисурі з оперою Петра Чайковського «Євгеній Онєгін» у Латвійській національній опері, отримавши Латвійську музичну премію за найкращу оперну постановку в 1999 році. Незабаром після цього у 2001 Кайрішс поставив у Латвійській національній опері оперу Моцарта «Чарівна флейта», яка пізніше була перетворена на короткометражний твір для 42-ї Венеціанської бієнале.
У 2007 Кайрішс приєднався до проєкту Вагнера «Перстень Нібелунга» у Латвійській національній опері з оперою «Валькірія». Він поставив три останні опери з циклу, які отримали позитивні відгуки у поважних музичних та оперних журналах.
Успішна робота над операми Вагнера відкрила для Кайрішса міжнародну кар'єру оперної постановки. Його запрошували до Берлінської комічної опери, Кельнської опери та Дармштадтського державного театру. Його дебют у Німеччині, постановка п'єси Бріттена «Сон літньої ночі» під керівництвом Крістіни Поска, була визнана виданням The Financial Times «гідним внеском для Німеччини у британську традицію, що зароджується» і отримала багато інших позитивних відгуків. Робота над оперою Вебера «Вільний стрілець» під диригуванням Маркуса Стенца в Кельнській опері була визнана успіхом як критиками, так і публікою, так само, як і постановка «Макбет» Джухзеппк Верді під керівництвом Вілла Гумбурґа в Державному театрі Дармштадта.
Зараз Кайрішс працює над новою оперою Артурса Маскаца «Валентина» разом з Модестасом Пітренасом як диригент Латвійської національної опери з запланованими виставами в Німецькій опері у Берліні.

## Робота над документальними та художніми фільмами
Загалом Кайрішс зняв чотири документальних та шість повнометражних фільмів. Дебютував у 1998 з документальним фільмом «Потяг». Його перший повнометражний фільм «Покинуті дорогою» отримав Національну кінопремію за найкращий повнометражний фільм 2001 року. Він був включений до офіційної конкурсної програми Міжнародного кінофестивалю в Карлових Варах і отримав нагороду за найкращий дебют на кінофестивалі «Raindance» у Великобританії. Його четвертий документальний фільм «Пелікан у пустелі» був на конкурсі «Visions du Reel» у Ньйоні, Франція, а також отримав спеціальний приз журі на кінофестивалі «Let's Cee» в Австрії. Кайрішс працював над латвійсько- фінською спільною продукцією «Хроніки Мелані», історичною драмою, яка вийшла у 2015.

## Список творів

### Опери
- 2014 — Валентина, Артур Маскатс (Латвійська національна опера).
- 2014 — Макбет Джузеппе Верді (Дармштадтський державний театр).
- 2014 — Der Freischütz, Карл Марія фон Вебер (Кельнська опера).
- 2013 — Сон літньої ночі, Бенджамін Бріттен (Берлінська коміська опера).
- 2011 — Götterdämmerung Ріхарда Вагнера (Латвійська національна опера).
- 2010 — Il Trittico Джакомо Пуччіні (Латвійська національна опера).
- 2008 — Зігфрід Ріхарда Вагнера (Латвійська національна опера).
- 2007 — Die Walküre Ріхарда Вагнера (Латвійська національна опера).
- 2001 — Die Zauberflöte Вольфганга Амадея Моцарта (Латвійська національна опера).
- 1999 — Євгеній Онєгін, Петро Чайковський (Латвійська національна опера).

### Сценічні п'єси
- 2010 — Казимир і Кароліна Одона фон Хорвата (Латвійський національний театр).
- 2009 — Попіл Буратіно Йокума Роде (Латвійський національний театр).
- 2008 — Heldenplatz Томас Бернхард (Dailes Theatre).
- 2003 — Die Dreigroschenoper Бертольта Брехта (Латвійський національний театр).
- 2003 — Ідіот Достоєвського (Новий Ризький театр).
- 2003 — "Змій " Мірчі Еліаде (Новий Ризький театр).
- 2001 — "Темний олень " Інги Абеле (Новий Ризький театр).
- 2001 — Маргарета Мари Заліте (Новий Ризький театр).
- 2000 — Hotel Europa, Горан Стефановський (Wiener Festwochen).

### Фільмографія
- 2020 — Художник по знаках (фільм).
- 2015 — Хроніки Мелані (ігр.).
- 2014 — Пелікан у пустелі (документальний фільм).
- 2009 — «Loengrins From Varka Kru» (документальний фільм).
- 2006 — Темний олень (ігр.).
- 2004 — Ромео і Джульєтта (документальний фільм).
- 2004 — Пам'ятник (документальний).
- 2002 — Покинуті дорогою (ігр.).
- 2001 — Чарівна флейта (ігр.).
- 2000 — Весілля (ігр.).
- 1998 — Потяг (документальний).

## Нагороди
- Латвійська Велика музична премія за найкращу оперну постановку Євгенія Онєгіна, 1999
- Національна кінопремія за найкращий фільм року за фільм «Весілля», 2000
- Національна театральна премія за найкращу оригінальну п'єсу «Маргарета», 2001
- Премія «Spīdola Award» за унікальні досягнення в мистецтві, 2001
- Національна кінопремія за найкращий повнометражний фільм року «Покинуті дорогою», 2001
- Найкращий дебют на кінофестивалі «Raindance» за фільм «До речі», 2002
- Премія «FIPRESCI», Балтійська секція, найкращий балтійський фільм за « Покинуті дорогою», 2002
- Премія «Latvian Great Music Award» за найкращий європейський музичний проект «Перстень Нібелунга» (разом зі Стефаном Герхаймом), 2014
- Спеціальний приз журі на кінофестивалі «Let's Cee» за фільм «Пелікан у пустелі», 2014.